# Ageha (yozuca*のアルバム)
『Ageha』（アゲハ）は、yozuca*の3作目のオリジナルアルバム。2008年1月23日にLantisから発売された。

## 概要
前作『nico.』から1年5ヶ月ぶりのリリースであり、『nico.』に収録されたシングル曲以降の楽曲と新曲が収録されているが、11枚目のシングル「君とあしたへ」と14枚目のシングル「サクラキミニエム」は未収録である。また、今作のほとんどのオリジナル曲の作詞はこだまさおりが手掛けている。
CooRieの3枚目のオリジナルアルバム『旋律のフレア』と同時発売である。また、アルバムの製作から発売までの期間が長かったという。
アルバムのコンセプトは、「決意」、「進化」であり、そういうテーマの楽曲が選出されたと語っている。

## 収録曲
1. Ageha [1:38]
作詞：こだまさおり、作曲・編曲：安瀬聖
2. Daybreak for me [5:11]
作詞：こだまさおり、作曲：Tatsh、編曲：chokix
3. I.D. [4:42]
作詞：こだまさおり、作曲：俊龍、編曲：虹音
4. キラメク [3:20]
作詞：mavie、作曲：黒須克彦、編曲：鈴木マサキ
5. believe yourself [3:41]
作詞：yozuca*、作曲・編曲：齋藤真也
6. shining☆star [3:56]
作詞：yozuca*、作曲・編曲：黒須克彦
7. 春の日 [3:51]
作詞：yozuca*、作曲・編曲：渡辺拓也
8. Blue flame [4:04]
作詞：こだまさおり、作曲：俊龍、編曲：chokix
9. sayonara jewel [5:40]
作詞：こだまさおり、作曲：Tatsh、編曲：虹音
10. 記憶の海 [4:33]
作詞：yozuca*、作曲・編曲：岡ナオキ
11. Happy my life 〜Thank you for everything!!〜 [4:47]
作詞・作曲：tororo、編曲：Angel Note
12. ダ・カーポII 〜あさきゆめみし君と〜 [4:20]
作詞・作曲：tororo、編曲：Angel Note

## 楽曲解説
Ageha
本作のタイトル曲であり、レコーディングは収録曲の中でも終盤に行われた曲である。
ピアノで始まる曲であり、この曲から本アルバムの世界が始まるという雰囲気が醸し出されており、重要な曲になっているが、歌唱部分は短く、当初はワンコーラスがきちんと作られていたが、自身やディレクターの中でのイメージは歌っている箇所が何小節くらいでいいくらい、作曲を手掛けた安瀬聖にコンパクトにまとめて『Ageha』の世界観を出して欲しいと頼んだという。また、3パターン挙がった曲の中の1曲である。なお、ピアノ1本だけの曲は自身初である。
Daybreak for me
本アルバムのリード曲であり、PVも製作された。初めて曲を聴いた印象は「強い」であり、詞も端的ではない強い詞であり、自身も内容を理解して歌いたいと思っていたので、実際にこだまさおりに会い、作詞の経緯を聞いてレコーディングに臨んだので自分一人で歌詞を理解するよりも深く詞の意味が理解出来たという。
「私は迷わない」、「私は逃げない」などという強い決意が表れている楽曲になっている。また、歌っているのは行きたい場所は自分で恐怖心を持っていて、行ってみれば恐怖心はないかもしれないという決意が描かれている。
I.D.
「Daybreak for me」より前向きで、分かりやすい詞の内容になっており、歌いながら自分に言い聞かせている部分があるという。
立ちはだかる現実へ向かっている今の自分が描かれていて、涙は惜しくない、色々な困難を全て味方に変えてさらに突き進んでいくという前向きな楽曲である。
1曲目の「Ageha」から2曲目の「Daybreak for me」、「I.D.」の流れはyozuca*の進化を予感させるような構成になっており、この3曲を聴いて勇気が出て欲しいと語っている。
レコーディング時は、Aメロをどうやって歌っていいのかがわからず、困ったという。また、全面的にストリングスが出てくる曲はあまりないので、改めてパワーがある曲であると感じたという。
キラメク
believe yourself
shining☆star
一番先に貰った曲であるが、アルバムに収録される事が決まったのは一番後であったという。また、詞はアルバムの製作が進むに連れて作っており、素直なストレートな気持ちを歌っている。また、自身が新曲の中で作詞を手掛けている唯一の曲である。
Bメロに熟語のような言葉を入れたいと思っていて、今自分がしっくりする言葉をはめ込んだという。
自分らしさを持てるだけの力でやればいいという想いが込められた歌である。
春の日
Blue flame
本作の為に製作された新曲の中の1曲であり、情熱的な愛を青い炎に例えて表している。赤い炎よりも青い炎の方が温度が熱いということもあり、こだまは「青い」というキーワードを大切にしたという。
大人で情熱的な恋愛を描いた曲であり、迷いや葛藤をしている彼に対して「私がいるじゃないか。」と感じている女性を描いている。
sayonara jewel
「Blue flame」と同じく恋愛を描いた曲であるが、本曲は「別れ」を描いている。また自身は、こだまが作詞した新曲の中でも、身近にある言葉を使用していると感じたという。
唄入れが終わった曲を実際に聴きなおしたところ、客観的に共感を覚えたという。ワンコーラス、ツーコーラスまでは「私、あなたが知っている私でいたい」と言っているが、最後には「自分が、どこかで彼が知らない自分が増えていく事を知っている」などの冷静な自分を知った部分があり、心の変化などで変わっていく自分が描かれていて、自身は逆に冷静さが切なかったと語っている。
記憶の海
テレビアニメ『School Days』のエンディングテーマ、挿入歌として使用された曲で、劇中で出演しているキャラクターの名前を嵌めこんでみるのも面白いのではないかと考え、「言葉」と「世界」という言葉を使用したという。
「繰り返す言葉は今も」というフレーズから3行目後の「いつからか揺らいだ世界」というフレーズは、歌詞の世界の中の「揺らいだ世界」と「物語の中の世界」がリンクしていると語っている。
劇中も楽曲のアレンジもサスペンスチックな雰囲気が出ており、詞もストイックな思い詰めた気持ちである「私にはあなたしかいない」という感じの歌になったという。
Happy my life 〜Thank you for everything!!〜
ダ・カーポII 〜あさきゆめみし君と〜